# Люцьмеж-Ляс
Люцьмеж-Ляс (пол. Lućmierz-Las) — село в Польщі, у гміні Зґеж Зґерського повіту Лодзинського воєводства.
Населення — 135 осіб (2011).

## Демографія
Демографічна структура станом на 31 березня 2011 року:
|          | Загалом | Допрацездатний вік | Працездатний вік | Постпрацездатний вік |
| -------- | ------- | ------------------ | ---------------- | -------------------- |
| Чоловіки | 58      | 9                  | 41               | 8                    |
| Жінки    | 77      | 17                 | 40               | 20                   |
| Разом    | 135     | 26                 | 81               | 28                   |